# Cremanthodium cordatum
Cremanthodium cordatum là một loài thực vật có hoa trong họ Cúc. Loài này được S.W.Liu mô tả khoa học đầu tiên năm 1988.